# エンカウンター (蒸気コルベット)
HMSエンカウンター（HMS Encounter）は、イギリス海軍の蒸気スクリューコルベットで、1854年に長崎で日英和親条約が結ばれた際に来航していた4隻のうちの1隻。また1861年には幕府の依頼を受け対馬に赴き、芋崎を占拠していたロシア軍艦ポサードニクを退去させている。

## 艦歴
- 1846年9月24日：ペンブローク海軍工廠にて進水。
- 1849年9月7日 - 1852年9月15日：特定任務。艦長はジョージ・トーマス・ゴードン大佐
- 1852年9月16日 - 1858年2月19日：東インド・中国艦隊所属。艦長はジョージ・ウィリアム・ダグラス・オキャラハン大佐
  - 1854年9月7日、東インド・中国艦隊司令官ジェームズ・スターリングに率いられ、旗艦ウィンチェスターの他、スティックス、バラクータと共に長崎に来航。10月14日に日英和親条約調印
  - クリミア戦争に参加。ロシア沿岸をパトロール
  - アロー戦争に参加
- 1859年9月22日 - 1864年8月3日：東インド・中国艦隊所属。艦長はロデリック・デュー大佐。
  - 砲艦バウンサー及びスナップを護衛。太平天国の乱に参加
  - 1861年8月28日、幕府の依頼を受け、砲艦リンドーブと共に対馬芋崎を占拠していたロシア軍艦ポサードニクに圧力をかけるため対馬に来航。9月19日にポサードニクは対馬から退去（ロシア軍艦対馬占領事件）
- 1866年5月：解体

## 参考資料
- HMS Encounter: William Loney RN - Victorian naval surgeon
- 幕元綱数道著『幕末の蒸気船物語』成山堂書店（2004年）。ISBN 978-4425302512